# Тарапакаїт
Тарапакаїт — це мінеральна форма хромату калію з хімічною формулою K2CrO4. Відкритий у 1878 році. Названий на честь колишньої провінції Тарапака, Перу; нині належить Чилі (кордони між Перу, Болівією та Чилі були нечіткими в пустелі Атакама до війни на Тихому океані (1879—1883)). Типова місцевість — Офічіна-Марія-Елена, Марія-Елена, провінція Токопілья, регіон Антофагаста, Чилі.
Утворює яскраво-жовті кристали.
Тарапакаїт навряд чи виникне десь, крім дуже посушливих умов, оскільки він легко розчинний у воді.